# Czerwony karzeł (serial telewizyjny)

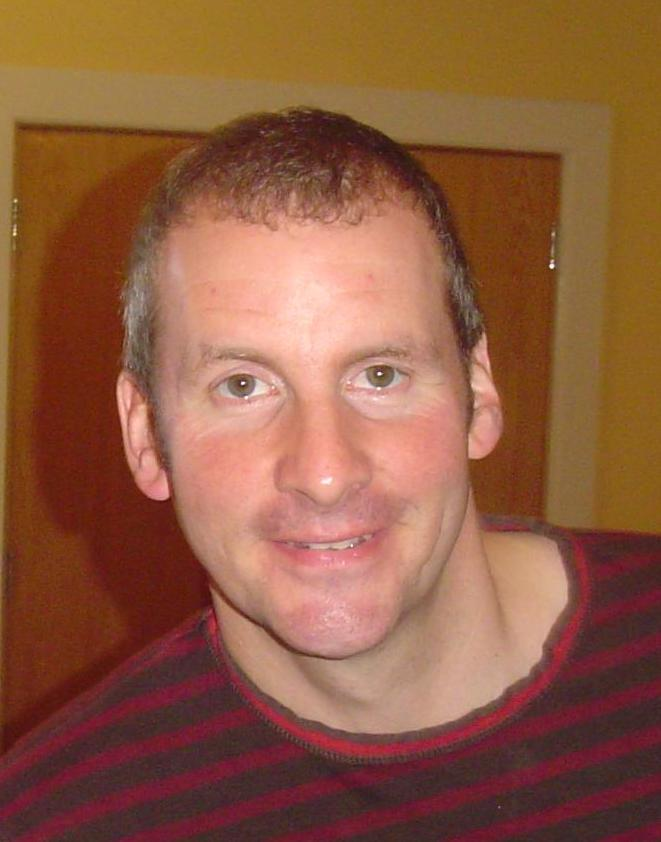
Chris Barrie, odtwórca roli Rimmera

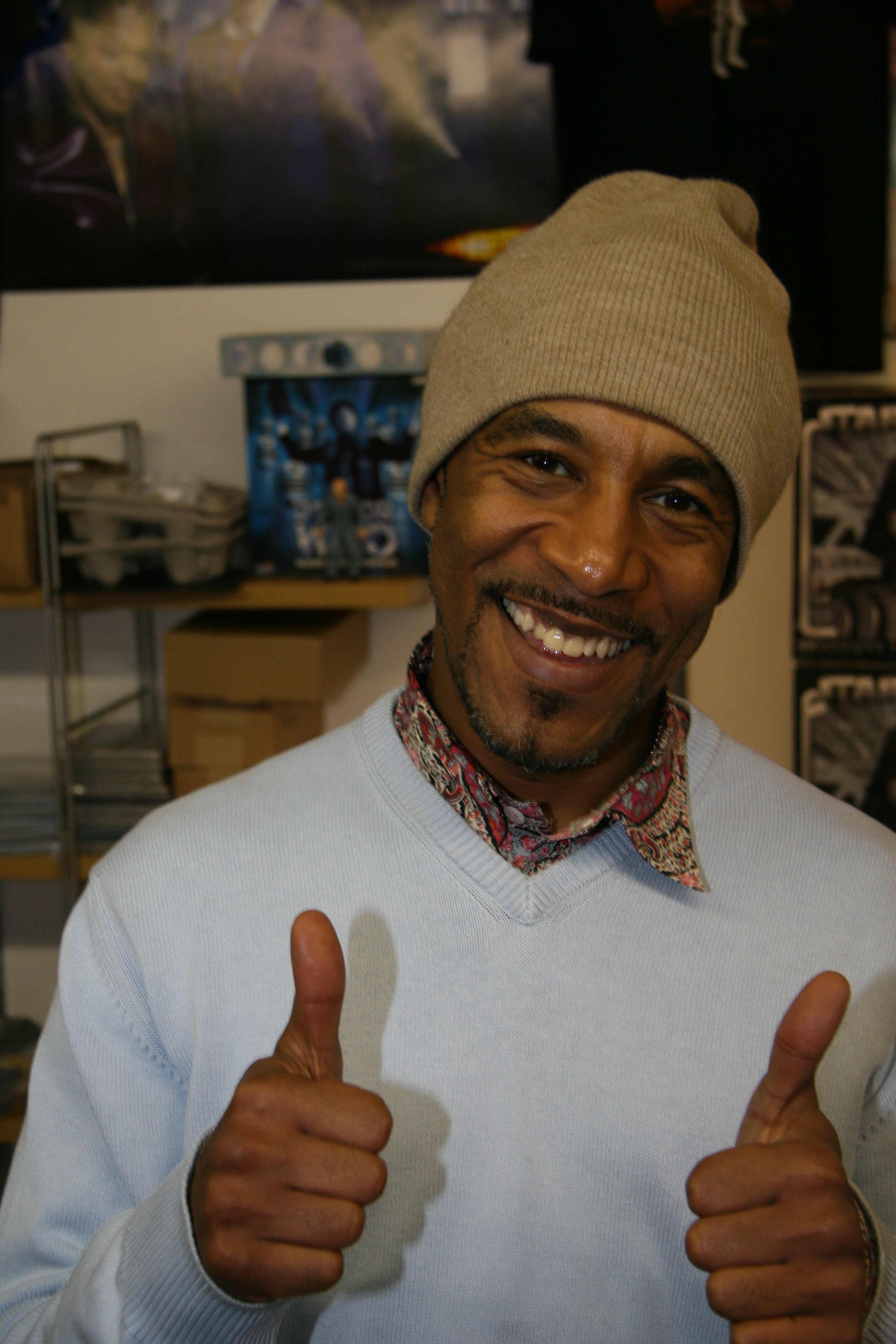
Danny John-Jules, grający Kota

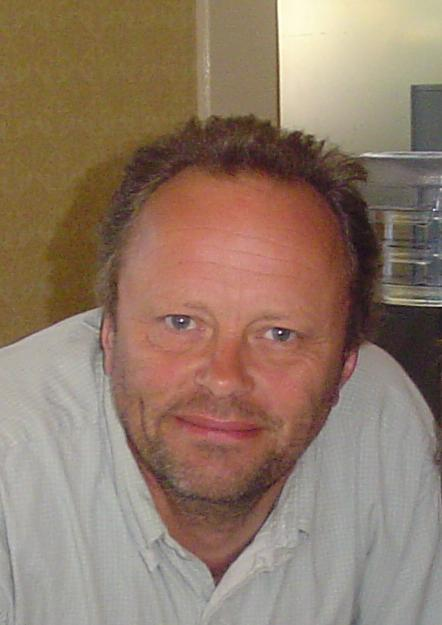
Robert Llewellyn, który jednak jako Kryten nosił zmieniającą go zupełnie nie do poznania charakteryzację

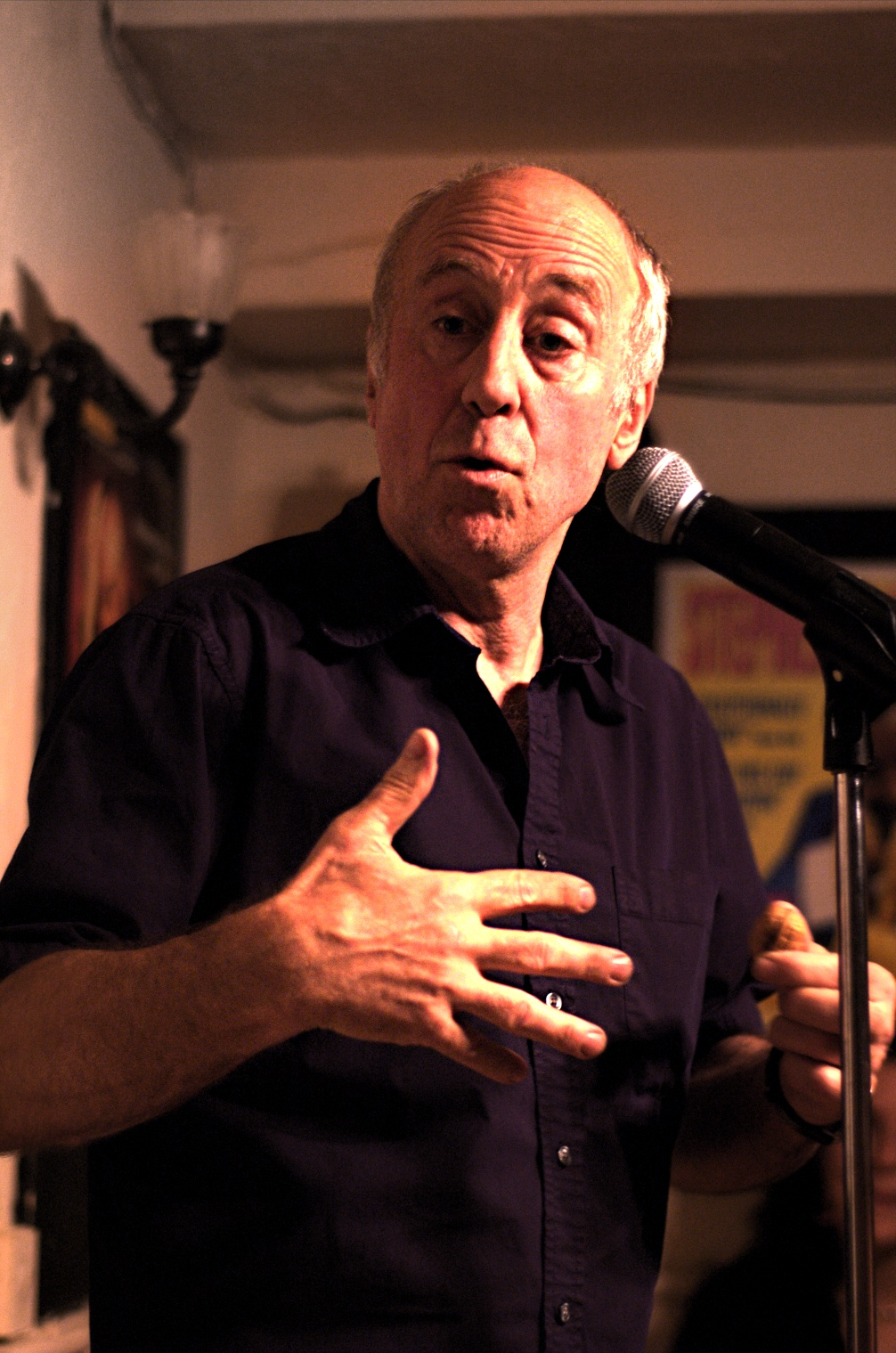
Norman Lovett..

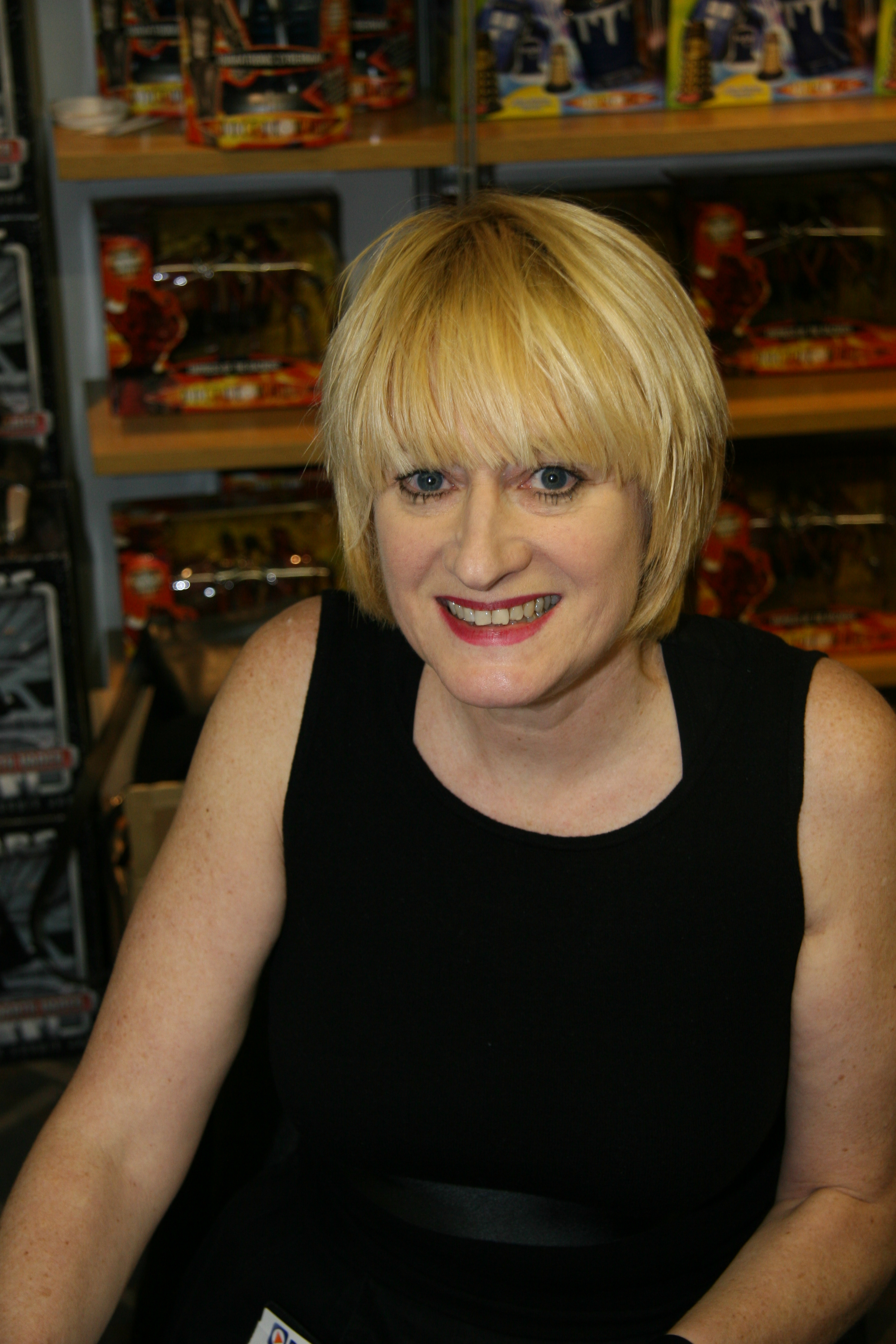
...i Hattie Hayridge, czyli dwie twarze pokładowego superkomputera

Czerwony karzeł (Red Dwarf) – brytyjski sitcom w konwencji science fiction, pierwotnie emitowany w latach 1988–1999 na antenie BBC Two, a następnie wznowiony po latach na antenie telewizji Dave (2009–2017). Jeden z najpopularniejszych brytyjskich seriali komediowych lat 90., wciąż powtarzany w telewizjach wielu krajów świata oraz dostępny na DVD.
Pierwotnie wyprodukowano 52 odcinki, podzielone na 8 serii. Wiosną 2009 swoją premierę miały 3 odcinki specjalne, zrealizowane po latach dla kanału Dave. W czerwcu 2010 twórcy ogłosili, iż powstanie także nowa, pełna seria (co w Wielkiej Brytanii oznacza sześć odcinków), do której zdjęcia miały rozpocząć się w styczniu 2011, jednak termin został potem przesunięty na grudzień 2011. Ostatecznie premierowa emisja nowych odcinków miała miejsce jesienią 2012.
Twórcami serialu byli scenarzyści Rob Grant i Doug Naylor. Po szóstej serii ta spółka autorska rozpadła się, zaś dalsze odcinki Naylor pisał sam lub z pomocą różnych autorów.

## Fabuła
Akcja serialu rozpoczyna się kilkadziesiąt lat w przyszłości (wymieniany jest rok 2044), w erze lotów kosmicznych na dużą skalę. Dave Lister i Arnold Rimmer pracują jako technicy na pokładzie górniczego statku kosmicznego „Czerwony karzeł”. Ambitny i egocentryczny Rimmer nie może znieść swojego jedynego podwładnego, mającego bardzo swobodny styl bycia Listera. Podczas ostatniego pobytu na Ziemi Lister przemycił na pokład ciężarną kotkę, choć zabieranie zwierząt w kosmos jest surowo wzbronione. Gdy dowiaduje się o tym kapitan statku, nakazuje mu oddać kotkę, która ma zostać następnie uśpiona. Lister stanowczo odmawia i zostaje skazany na 18 miesięcy pobytu w urządzeniu zwanym „stasis”, które powoduje zawieszenie wszelkich czynności życiowych – przebywający w nim traci świadomość, ale m.in. nie starzeje się.
Gdy Lister wychodzi z urządzenia, Holly - superkomputer zarządzający wszystkimi systemami na statku – informuje go, że wkrótce po jego skazaniu na pokładzie miał miejsce wyciek radioaktywnej substancji, która zabiła wszystkich poza ukrytą w ładowni kotką. Holly czekał z wypuszczeniem Listera, aż poziom promieniowania spadnie do bezpiecznego dla niego poziomu. W ten sposób, zamiast półtora roku, spędził w uśpieniu 3 miliony lat. Aby samotność mniej mu doskwierała, Holly na podstawie zachowanych danych tworzy holograficzną symulację komputerową jednego ze zmarłych członków załogi. Ku przerażeniu Listera, tym członkiem załogi jest Rimmer. Trzecim towarzyszem podróży jest przedstawiciel humanoidalnej formy życia, która w ciągu tych trzech milionów lat wyewoluowała z kotki. W serii III dołącza do nich mechonoid Kryten, a w serii VII niespełniona miłość Listera, Kristine Kochanski.

## Główni bohaterowie
(w nawiasach podano odtwórców ról)

### Dave Lister (Craig Charles)
Pochodzi z biednej dzielnicy w północnej Anglii. Jako niemowlę został znaleziony porzucony pod stołem bilardowym w jednym z pubów. Przed katastrofą „Czerwonego karła” był młodszym technikiem podkładowym, jedynym podwładnym Rimmera. Po wypadku i upływie 3 milionów lat jest prawdopodobnie ostatnim człowiekiem we Wszechświecie. Lister jest człowiekiem bardzo niechlujnym i leniwym, nie dba o higienę osobistą, uwielbia robić innym prostackie dowcipy, pić piwo i obżerać się kalorycznymi daniami z kuchni indyjskiej. W chwilach smutku oddaje się refleksji na temat jego życia, które tak naprawdę ma już niewiele sensu. Przez pierwsze sześć serii serialu żyje wspomnieniem o swojej dawnej miłości, Kristine Kochanski. W serii 7 wreszcie udaje mu się ją odnaleźć i przez resztę serialu mniej lub bardziej otwarcie zabiega o jej względy.

### Arnold Rimmer (Chris Barrie)
Technik pokładowy, bezpośredni przełożony Listera. Jako dziecko nie mógł sprostać oczekiwaniom swoich rodziców i był wyśmiewany przez kolegów, co wywarło trwały wpływ na jego charakter. Swoje głębokie kompleksy i niespełnione ambicje maskuje bardzo niemiłą powierzchownością – jest zarozumiały, apodyktyczny, nieczuły i złośliwy. Podobnie jak wszyscy członkowie załogi statku poza Listerem, ginie w wyniku radioaktywnego wycieku na „Czerwonym karle”. Superkomputer Holly przywraca go do życia jako hologram, aby dotrzymywał towarzystwa Listerowi (co początkowo doprowadza tego ostatniego do białej gorączki, choć po paru latach wspólnej tułaczki po kosmosie nawiązuje się między nimi skrywana nić przyjaźni). Przez pierwsze pięć serii Rimmer nie jest w stanie opuszczać statku ani wchodzić w fizyczne interakcje z innymi bohaterami, ponieważ nie posiada ciała, lecz jest tylko obrazem z wiązek światła. W serii 6 dzięki napotkanej nowej technologii staje się hologramem z „twardego światła”, co pozwala mu czuć i dotykać. W serii 7 opuszcza kolegów, aby zastąpić zmarłego Asa Rimmera – kosmicznego superbohatera, będącego alternatywną wersją Rimmera z innego wymiaru. Na koniec serii 7 „Czerwony karzeł” zostaje odbudowany do stanu sprzed katastrofy, a jego załoga wskrzeszona. W serii 8 Rimmer powraca więc do serialu, nie mając jednak świadomości wszystkiego tego, co przeżył jako hologram.

### Kot (Danny John-Jules)
W ciągu trzech milionów lat po katastrofie „Czerwonego karła”, gdy wszyscy ludzie umarli, a jedyny ocalały Lister pozostawał w uśpieniu, jedyną formą życia na statku były stworzenia wywodzące się od kotki, którą Lister przemycił na pokład. W wyniku ewolucji przyjmują formę podobną do ludzi, choć są dalece mniej inteligentne. Kot jest jedynym ocalałym przedstawicielem tej rasy, którego Rimmer i Lister spotykają na statku wkrótce po przebudzeniu Dave’a. Kot ma obsesję na punkcie własnego wyglądu – jest niewolnikiem mody i lustra. Nie rozumie wielu dziejących się na statku rzeczy, dlatego jego wypowiedzi i komentarze są nieco oderwane od rzeczywistości.

### Kryten (David Ross/Robert Llewellyn)
Kryten jest mechanoidem – robotem o ludzkich kształtach, zaprogramowanym jako pokładowy służący. Załoga odnajduje go na rozbitym statku w jednym z odcinków serii 2 (był wówczas grany przez Davida Rossa). Na początku serii 3 dowiadujemy się, iż został na stałe przygarnięty na „Czerwonego karła” (od tego czasu rolę przejmuje Robert Llewellyn). Początkowo Kryten – zgodnie ze swoim zaprogramowaniem – czuje się bardzo podrzędny wobec ludzi i pragnie im ciągle służyć, co skwapliwie wykorzystuje Rimmer. Z czasem – i z pomocą Listera – odblokowuje w sobie coraz więcej ludzkich emocji i zdobywa się na większą niezależność. Dzięki swej ogromnej bazie danych jest zdecydowanie najinteligentniejszym członkiem załogi. W serii 7 ważnym wątkiem fabuły staje się jego niechęć do Kristine – Kryten boi się, iż odbierze mu ona jego jedynego przyjaciela Listera. 

### Holly (Norman Lovett/Hattie Hayridge)
Holly jest superkomputerem sterującym wszystkimi systemami na „Czerwonym karle”. Jest ważną postacią zwłaszcza w seriach 1 i 2 (jego awatar gra wówczas Norman Lovett), gdy pełni dla Listera, Rimmera i Kota funkcję swego rodzaju przewodnika objaśniającego nową rzeczywistość, w której się znaleźli. Holly ma bardzo surrealistyczne, często sarkastyczne poczucie humoru, bywa także złośliwy. Począwszy od serii 3, gdy wprowadzona zostaje postać Krytena, Holly schodzi nieco na drugi plan, zyskuje też nowy, kobiecy awatar (grany przez Hattie Hayridge). W serii 6 i przez większość 7 nie występuje w ogóle. Powraca z chwilą odbudowy statku w serii 8, ponownie grany przez Normana Lovetta. Od 9 serii nie występuje.

### Kristine Kochanski (Clare Grogan/Chloë Annett)
Kristine Kochanski była wysokim oficerem na pokładzie „Czerwonego karła” i odgrywała rolę nawigatora. Na krótko przed katastrofą wdała się w przelotny, lecz intensywny, romans z Listerem. Podobnie jak inni członkowie załogi, zginęła w wyniku wycieku. W seriach 1-6 (z wyjątkiem pierwszego, pilotowego odcinka) jest postacią epizodyczną, pojawiającą się głównie w retrospekcjach. Grała ją wtedy Clare Grogan. W serii 7 bohaterowie nawiązują łączność z równoległym wymiarem, w którym to Kristine przeżyła wypadek. W wyniku splotu wydarzeń zostaje ona przeniesiona do wymiaru bohaterów i dołącza do załogi. Rolę przejmuje wówczas Chloë Annett. W jej interpretacji Kristine jest znakomicie wykształconą dziewczyną z wyższych sfer, która z trudem odnajduje się w męskim świecie pozostałych bohaterów.

## Produkcja
Przez pierwsze dwie serie „Czerwony karzeł” był produkowany przez firmę Paul Jackson Productions na zlecenie oddziału BBC w Manchesterze, w którego studiach realizowano też zdjęcia. Od serii trzeciej produkcję przejęła założona przez autorów serialu spółka Grant Naylor Productions, zaś od serii czwartej realizację przeniesiono do podlondyńskich Shepperton Studios. Po serii 6, emitowanej jesienią 1993, duet autorski Grant – Naylor rozpadł się. Głównym scenarzystą został Doug Naylor, który początkowo chciał skupić się na realizacji filmu pełnometrażowego. 
Gdy to się nie udało, w styczniu 1997 serial powrócił na ekrany po ponad trzyletniej przerwie, w odświeżonej postaci. Ósma i ostatnia jak dotąd seria była emitowana po kolejnych dwóch latach, zimą 1999 roku. W 2009 wyprodukowane zostały trzy odcinki specjalne, pod wspólnym tytułem Red Dwarf: Back to Earth, wyemitowane w dniach 10-12 kwietnia 2009 na kanale Dave. Nieco ponad rok później, w czerwcu 2010, Craig Charles i Chris Barrie ogłosili, że odcinki te zostaną uznane w chronologii serialu za serię dziewiątą, natomiast zdjęcia do serii dziesiątej ruszą w styczniu 2011. Później okres zdjęciowy przesunięto na grudzień 2011 i styczeń 2012. Była ona emitowana na antenie brytyjskiej telewizji Dave w październiku i listopadzie 2012, niemal równolegle pokazywano ją również w australijskiej telewizji publicznej ABC. 
Serial cieszył się dużą popularnością poza Wielką Brytanią, w szczególności w USA, gdzie był emitowany głównie w stacjach należących do publicznej sieci PBS. W 1992 telewizja NBC zamówiła odcinek pilotażowy amerykańskiej wersji, nie zdecydowała się jednak na produkcję większej liczby epizodów.
Serial był emitowany również przez TVP w programach ośrodków regionalnych. Udźwiękowienie odbywało się w TVP Szczecin. Lektorem był Stanisław Heropolitański.